# Bombardier Incentro
L'Incentro est un modèle de tramway construit par Bombardier Transportation. La rame est entièrement à plancher bas et est composée de cinq sections articulées. L'Incentro est utilisé par le Tramway de Nantes et par le Nottingham Express Transit.
Il a été originellement conçu par Adtranz, entreprise rachetée en 2001 par Bombardier. Bombardier ne fabrique plus ce modèle, qu'il a remplacé par la gamme Bombardier Flexity.

## Commercialisation
| Pays        | Ville             | Type   |  | Numéros de parc | Nombre | Année de livraison | Longueur (en m) | Largeur (en m) | Alimentation électrique | Observations - Particularités |
| ----------- | ----------------- | ------ |  | --------------- | ------ | ------------------ | --------------- | -------------- | ----------------------- | ----------------------------- |
| France      | Tramway de Nantes | AT6/5L |  | 351 - 383       | 33     | 2000               | 36              | 2,4            | 750 V                   |                               |
| Royaume-Uni | Nottingham        | AT6/5  |  | 201 - 215       | 15     | 2004               | 33              | 2,65           | 750 V                   |                               |